# Franco-Yukonnais
Les Franco-Yukonnais sont les habitants francophones du territoire du Yukon, au Canada. Le français a le statut de langue officielle au Yukon. En 2024, 15 % des 45 000 habitants du territoire étaient capables de soutenir une conversation en français.

## Histoire
Les premiers Blancs à s'établir au Yukon sont des coureurs des bois métis et canadiens-français. Parmi eux, le plus célèbre à arpenter la région fut Laurent Leroux, employé dans une société de négoce des fourrures, travaillant avec la Compagnie du Nord-Ouest dans la traite des fourrures. 
En 1784, il se rend dans le Nord-Ouest, où il participa à l'ouverture du bassin fluvial du fleuve Mackenzie au commerce des fourrures. Il devient le premier Blanc à explorer les environs du grand lac des Esclaves. Deux ans plus tard, il établit lui-même un poste de traite sur la rive sud du lac des Esclaves. Il obtient le monopole de ce territoire riche en fourrures. Durant cette époque, Laurent Leroux épouse, à la façon du pays, une Amérindienne de la nation des Sauteux, dans la région de l'Athabasca. 
En 1789, il rencontre Alexander Mackenzie au fort Chipewyan, sur le lac Athabasca et accompagne l'explorateur et homme politique dans la première partie du voyage qui le conduit au fleuve auquel il donnera son nom. À la suite de ce voyage, Laurent Leroux se rend à la baie de Yellowknife, où il construit le fort Providence.
La Compagnie de la Baie d'Hudson (CBH), désirant y contrôler le commerce, envoie en 1840 Robert Campbell en exploration, accompagné de guides canadiens-français. Pour les récompenser de leurs efforts, Robert Campbell nomme plusieurs lieux en leur honneur. Le Canadien français François-Xavier Mercier (1838-1906), accompagné de Jack McQuesten, fonde le fort Reliance en 1874, en aval de la rivière Klondike, et parvient à concurrencer le monopole commercial de la CBH. 
L'arrivée des premiers missionnaires Oblats dans la région est due en partie aux efforts de François-Xavier Mercier. À la fin du XIXe siècle, la population est majoritairement francophone, et des villes comme Dawson City et Mayo se développent. La ruée vers l'or du Klondike, à partir de 1896, apporte de nouveaux habitants mais les francophones restent majoritaires et impliqués dans leur communauté.
La fin de la ruée vers l'or, l'isolement du Yukon et le manque d'infrastructures causent une émigration massive et une assimilation presque totale des Franco-Yukonnais aux Anglo-Yukonnais au courant du XXe siècle. 
L'Association franco-yukonnaise, formée en 1979, prend son nom actuel en 1982. L'AFY fonde le journal L'Aurore boréale en 1983. 
En 1984, le Franco-Yukonnais Daniel Saint-Jean dénonce le fait qu'il ait reçu une contravention en langue anglaise uniquement. Cet événement incite les gouvernements fédéral et territorial à négocier sérieusement pour la prestation de services en français. L'émission Rencontres sur les ondes, produite par des bénévoles de l'AFY, commence à être diffusée sur CBC Yukon en 1985. 
Le drapeau franco-yukonnais est créé en 1986. L'année 1988 voit la conclusion de la première entente Canada-Yukon sur les services en français, l'adoption de la Loi sur les langues du Yukon et la mise sur pied du Bureau des services en français (BSF). La Première Chaîne de Radio-Canada est diffusée à Whitehorse à partir de 1991. L'UNESCO reconnaît en 1993 la politique de relations communautaires de l'AFY, intitulée Vivre ensemble en harmonie. 
L'année 1995 voit la fondation de l'association Les EssentiElles, du comité EspoirJeunesse, de la troupe de théâtre Les Voyageurs et de la Commission scolaire francophone du Yukon (CSFY) numéro 23. L'AFY crée un service d'éducation aux adultes en 1996 ; il devient le Service d'orientation et de formation aux adultes (SOFA) en 2000. 
La Télévision de Radio-Canada est diffusée au Yukon à partir de 1999. Le Centre de la Francophonie est ouvert en 2001 et devient le seul organisme accueillant et aidant les nouveaux arrivants en 2005. Le Comité Canada-France, désormais appelé Espace France-Yukon, est formé en 2002. 
La Fondation Boréale, dont le but est de financer des projets éducatifs, est mise sur pied en 2005. En 2007, le gouvernement territorial proclame le 15 mai Journée de la francophonie yukonnaise. Le premier Festival du solstice est organisé à Whitehorse au mois de juin 2008.

## Démographie
Le recensement du Canada de 2021 a dénombré 1 985 résidents du Yukon de langue maternelle française, soit 5,2 % de la population du territoire. Pour la grande majorité d'entre eux, soit 1 785 personnes ou 4,5 % de la population, le français est l'unique langue maternelle. 
Cependant, la quasi-totalité parle aussi l'anglais, la langue majoritaire; seulement 85 personnes ou 0,2 % des Yukonnais ne connaissent que le français. Néanmoins, chez 1 035 résidents, soit 2,6 % des habitants, la langue française reste la langue la plus parlée à la maison. 
À l'échelle canadienne, le Yukon est la troisième subdivision la plus bilingue, comptant 14,2 % des habitants pouvant s'exprimer dans les deux langues officielles du pays et plaçant ainsi le territoire derrière le Nouveau-Brunswick et le Québec. 
Du point de vue géographique, la grande majorité des francophones réside dans la région de Whitehorse, la capitale territoriale. 
Également, la population franco-yukonnaise a la particularité d'être en grande partie issue de la migration. En effet, seuls 15 % des francophones sont nés dans le territoire; 74 % sont nés ailleurs au Canada (près de 50 % au Québec) et 12 %, à l'étranger. 
Entre 3 500 et 4 000 résidents du territoire, environ 13 % de la population totale, sont d'au moins une ascendance française partielle[réf. nécessaire].

## Institutions

### Médias

#### Presse
L'Aurore boréale est le seul journal francophone du territoire, fondé en 1983, il parait deux fois par mois. Porte-parole de la communauté francophone, il informe ses membres de l'actualité au territoire et des événements de la vie communautaire. 
Le journal s'appuie sur une équipe permanente ainsi que sur le travail de plusieurs pigistes issus de la communauté francophone.

#### Radio
CFWY-FM est le réémetteur de la station d'ICI Radio-Canada Première de Vancouver, en Colombie-Britannique, à la capitale territoriale, Whitehorse. Contrairement aux Territoires du Nord-Ouest et au Nunavut, le Yukon n'a pas de station de radio communautaire de langue française. Au lieu de cela, la communauté francophone est desservie par une émission de radio hebdomadaire, Rencontres, qui est diffusée sur CFWH-FM, le service de la radio du territoire CBC Radio One.
La French Connexion, une émission hebdomadaire d'une heure, est diffusée depuis 2012 sur les ondes de la radio communautaire de Whitehorse CJUC - 92.5 FM. Animée par des francophones bénévoles, elle fait la part belle à la musique ainsi qu'à des débats d'actualité.

#### Télévision
CBFT diffuse depuis Montréal (Québec) la chaîne de télévision d'ICI Radio-Canada Télé. Cependant, aucun de ses services ne fournit l'ensemble de ses programmes au Yukon et la chaîne n'est pas disponible à l'extérieur de Whitehorse.

### Éducation
L'éducation en français est disponible de la maternelle 4 ans à la 12e année et est gérée par la Commission scolaire francophone du Yukon. Cette dernière possède trois écoles : deux à Whitehorse, l'école Émilie-Tremblay ainsi que le Centre scolaire secondaire communautaire (CSSC) Paul-Émile-Mercier, et une à Dawson City, l'école Confluence,. 

## Emblèmes

Drapeau de la communauté franco-yukonnaise.

Le drapeau des Franco-Yukonnais est composé d'un champ bleu et de trois bandes diagonales de taille et de couleur différentes. Deux bandes sont de couleur blanche et plus larges que la troisième, qui est elle en jaune doré. 
L'agencement des bandes est censé représenter et symboliser les nombreuses montagnes du Yukon. Le bleu est pour le peuple français et le ciel. Le blanc est pour l'hiver et la neige. 
Le jaune représente la ruée vers l'or et la valeur de la contribution des Franco-Yukonnais à l'histoire du Yukon.
La communauté franco-yukonnaise a pour hymne Le Yukon m'appelle, composé en 1991. Une partie de la chanson est également en anglais et en tutchone du Sud.

## Communauté
L'établissement primaire de la communauté franco-yukonnaise est l'Association franco-yukonnaise, un organisme sans but lucratif qui coordonne de nombreuses activités culturelles et agit comme la voix de la communauté dans les questions politiques et sociales.
Le Festival du solstice se tient en juin de chaque année; les événements ont lieu à Whitehorse et à Dawson City.